# Dicranomyia (Erostrata) tabashii
Dicranomyia (Erostrata) tabashii is een tweevleugelige uit de familie steltmuggen (Limoniidae). De soort komt voor in het Palearctisch gebied.